# Chicago Film Critics Association Awards 2021
La cerimonia di premiazione della 34ª edizione dei Chicago Film Critics Association Awards si è tenuta a Chicago, Illinois, il 15 dicembre 2021, per premiare i migliori film prodotti nel corso dell'anno.

## Vincitori e candidati
I vincitori sono indicati in grassetto, a seguire i candidati.

### Miglior film
- Il potere del cane (The Power of the Dog), regia di Jane Campion
- Drive My Car, regia di Ryūsuke Hamaguchi
- Licorice Pizza, regia di Paul Thomas Anderson
- Sir Gawain e il Cavaliere Verde (The Green Knight), regia di David Lowery
- West Side Story, regia di Steven Spielberg

### Miglior attore
- Benedict Cumberbatch - Il potere del cane (The Power of the Dog)
- Nicolas Cage - Pig - Il piano di Rob (Pig)
- Andrew Garfield - Tick, Tick... Boom!
- Hidetoshi Nishijima - Drive My Car
- Simon Rex - Red Rocket

### Migliore attrice
- Kristen Stewart - Spencer
- Jessica Chastain - Gli occhi di Tammy Faye (The Eyes of Tammy Faye)
- Olivia Colman - La figlia oscura
- Alana Haim - Licorice Pizza
- Agathe Rousselle - Titane

### Miglior attore non protagonista
- Kodi Smit-McPhee - Il potere del cane (The Power of the Dog)
- Bradley Cooper - Licorice Pizza
- Colman Domingo - Zola
- Mike Faist - West Side Story
- Jeffrey Wright - The French Dispatch of the Liberty, Kansas Evening Sun

### Migliore attrice non protagonista
- Ruth Negga - Due donne - Passing (Passing)
- Caitríona Balfe - Belfast
- Jessie Buckley - La figlia oscura
- Ariana DeBose - West Side Story
- Riley Keough - Zola

### Miglior regista
- Jane Campion - Il potere del cane (The Power of the Dog)
- Paul Thomas Anderson - Licorice Pizza
- Ryūsuke Hamaguchi - Drive My Car
- David Lowery - Sir Gawain e il Cavaliere Verde (The Green Knight)
- Steven Spielberg - West Side Story

### Miglior fotografia
- Ari Wegner - Il potere del cane (The Power of the Dog)
- Greig Fraser - Dune
- Andrew Droz Palermo - Sir Gawain e il Cavaliere Verde (The Green Knight)
- Bruno Delbonnel - The Tragedy of Macbeth
- Janusz Kamiński - West Side Story

### Miglior scenografia
- The French Dispatch of the Liberty, Kansas Evening Sun
- Dune
- Sir Gawain e il Cavaliere Verde (The Green Knight)
- La fiera delle illusioni - Nightmare Alley (Nightmare Alley)
- West Side Story

### Migliori costumi
- Jacqueline Durran - Spencer
- Jenny Beavan - Crudelia (Cruella)
- Robert Morgan e Jacqueline West - Dune
- Malgosia Turzanska - Sir Gawain e il Cavaliere Verde (The Green Knight)
- Paul Tazewell - West Side Story

### Miglior montaggio
- Andrew Weisblum - The French Dispatch of the Liberty, Kansas Evening Sun
- Azusa Yamazaki - Drive My Car
- Joe Walker - Dune
- Peter Sciberras - Il potere del cane (The Power of the Dog)
- Michael Kahn e Sarah Broshar - West Side Story

### Migliori effetti speciali
- Dune
- Annette
- Sir Gawain e il Cavaliere Verde (The Green Knight)
- La fiera delle illusioni - Nightmare Alley (Nightmare Alley)
- Titane

### Miglior colonna sonora originale
- Jonny Greenwood - Il potere del cane (The Power of the Dog)
- Ron Mael e Russell Mael - Annette
- Hans Zimmer - Dune
- Alexandre Desplat - The French Dispatch of the Liberty, Kansas Evening Sun
- Jonny Greenwood - Spencer

### Migliore sceneggiatura originale
- Paul Thomas Anderson - Licorice Pizza
- Paul Schrader - The Card Counter
- Wes Anderson - The French Dispatch of the Liberty, Kansas Evening Sun
- Michael Sarnoski - Pig - Il piano di Rob (Pig)
- Sean Baker e Chris Bergoch - Red Rocket

### Migliore sceneggiatura non originale
- Jane Campion - Il potere del cane (The Power of the Dog)
- Ryūsuke Hamaguchi e Takamasa Ōe - Drive My Car
- David Lowery - Sir Gawain e il Cavaliere Verde (The Green Knight)
- Maggie Gyllenhaal - La figlia oscura
- Tony Kushner - West Side Story

### Miglior film d'animazione
- Flee (Flugt), regia di Jonas Poher Rasmussen
- Belle (竜とそばかすの姫), regia di Mamoru Hosoda
- Encanto, regia di Charise Castro Smith
- Luca, regia di Enrico Casarosa
- I Mitchell contro le macchine (The Mitchells vs the Machines), regia di Mike Rianda e Jeff Rowe

### Miglior film documentario
- Summer of Soul (...Or, When the Revolution Could Not Be Televised), regia di Ahmir Khalib Thompson
- Flee (Flugt), regia di Jonas Poher Rasmussen
- Procession, regia di Robert Greene
- The Sparks Brothers, regia di Edgar Wright
- The Velvet Underground, regia di Todd Haynes

### Miglior film in lingua straniera
- Drive My Car, regia di Ryūsuke Hamaguchi
- Un eroe (Qahremān), regia di Asghar Farhadi
- Petite Maman, regia di Céline Sciamma
- Titane, regia di Julia Ducournau
- La persona peggiore del mondo (Verdens verste menneske), regia di Joachim Trier

### Miglior regista rivelazione
- Michael Sarnoski - Pig - Il piano di Rob (Pig)
- Maggie Gyllenhaal - La figlia oscura
- Rebecca Hall - Due donne - Passing (Passing)
- Sian Heder - I segni del cuore (CODA)
- Emma Seligman - Shiva Baby

### Miglior performance rivelazione
- Alana Haim - Licorice Pizza
- Ariana DeBose - West Side Story
- Emilia Jones - I segni del cuore (CODA)
- Rachel Sennott - Shiva Baby
- Rachel Zegler - West Side Story